# Nils Enewald
Nils Kaleb Enevald Persson Enewald, född den 16 november 1888 i Tryde församling, Kristianstads län, död den 1 januari 1976 i Lund, var en svensk skolman och historiker.
Enewald avlade studentexamen i Lund 1909, filosofie kandidatexamen där 1912, filosofisk ämbetsexamen 1913, folkskollärarexamen 1914 och filosofie licentiatexamen 1918. Han var vikarierande adjunkt i Växjö 1914–1915 och 1917, genomförde provår i Stockholm 1916 och var extra ordinarie lektor i Eksjö 1917–1922. Enewald promoverades till filosofie doktor 1921. Han var adjunkt i Helsingborg 1921–1925 och lärare i svenska vid Helsingborgs handelsgymnasium 1922–1925. Enewald var lektor i svenska och historia vid högre allmänna läroverket i Linköping 1925–1954 och som sådan ledamot av domkapitlet i Linköpings stift 1926–1936. Han publicerade Sverige och Finnmarken – Svensk finnmarkspolitik under äldre tid och den svensk-norska gränsläggningen 1751 (doktorsavhandling 1920). Enewald blev riddare av Nordstjärneorden 1941. Han vilar på Norra kyrkogården i Lund.